# Etazhi
Этажи (romanización: Etazhi) es el segundo álbum de estudio de la banda de rock bielorrusa Molchat Doma, editado por primera vez el 7 de septiembre de 2018 a través del sello Detriti Records. Tras la firma de la banda con Sacred Bones Records en enero de 2020, el álbum se lanzó en Estados Unidos por primera vez el 27 de marzo de 2020.

## Composición
La producción de Этажи ha sido descrita como lo-fi, pero un poco más limpia y con reminiscencias de la música de los años 80 que el álbum debut de la banda, С крыш наших домов (S krysh nashikh domov, 2017). Una caja de ritmos, programada por el guitarrista e ingeniero de sonido de la banda, Roman Komogortsev, suena en todo momento en lugar de un baterista acústica estándar, un recurso muy usado en grupos under. Maximilian Turp-Balazs de Emerging Europe hizo comparaciones con el álbum Power, Corruption & Lies de New Order de 1983, especialmente para la pista de apertura del álbum, "На дне" ("Na dne").
La política es un tema lírico importante en el álbum, con canciones que hablan sobre la opresión, la vida bajo el comunismo en su país de origen, Bielorrusia, y los funcionarios del gobierno que comparten similitudes con los empresarios. Turp-Balazs escribe que "estos temas líricos están insinuados por el nombre del álbum, haciendo referencia a los altos bloques de apartamentos estalinistas que aún dominan los paisajes de muchas ciudades exsoviéticas, así como a la portada del álbum que representa el Hotel Panorama en la actual Eslovaquia, a menudo considerado un icono de la arquitectura socialista-realista".

## Publicación
Más de un año antes del lanzamiento del álbum, la octava pista, "Коммерсанты" ("Kommersanty"), se editó como sencillo digital a través de Bandcamp el 24 de julio de 2017. Этажи se editó por primera vez el 7 de septiembre de 2018, por medio del sello independiente alemán Detriti Records como descarga digital y también en formato de vinilo de 12 pulgadas. El álbum también fue subido de manera no oficial en su totalidad a YouTube por un usuario llamado "Harakiri Diat", que también había subido álbumes completos de otras bandas de post-punk y synthwave. Su carga de Этажи obtuvo dos millones de escuchas en total antes de ser finalmente eliminada debido a un aviso de derechos de autor en 2020.
En enero de 2020, Molchat Doma firmó con el sello independiente estadounidense Sacred Bones Records, que reeditó Этажи el 27 de marzo de 2020. La reedición también fue la primera edición estadounidense del álbum. Durante la primera mitad de 2020, la séptima pista del álbum, "Судно (Борис Рыжий)" ("Sudno (Boris Ryzhy)"), se convirtió en una canción viral. Esto se debe a que la canción se usó como música de fondo para videos de TikTok; la canción ha aparecido en alrededor de 135.400 videos en la plataforma. Como resultado, la canción alcanzó el puesto número dos en Spotify Global Viral 50.chart y número uno en el Chart Viral 50 de Estados Unidos a principios de mayo.

## Lista de canciones
Todas las letras escritas por Egor Shkutko; toda la música compuesta por Roman Komogortsev.

| Этажи (Etazhi) |                                                      |          |  |
| N.º            | Título                                               | Duración |  |
| 1.             | «На дне» (Na dne "En el fondo")                      | 4:07     |  |
| 2.             | «Танцевать» (Tantzevat "Bailar")                     | 3:22     |  |
| 3.             | «Фильмы» (Filmy "Películas")                         | 4:17     |  |
| 4.             | «Волны» (Volny "Ondas")                              | 4:21     |  |
| 5.             | «Тоска» (Toska "Melancolía")                         | 3:09     |  |
| 6.             | «Прогноз» (Prognoz "Pronóstico")                     | 3:04     |  |
| 7.             | «Судно (Борис Рыжий)» (Sudno "Urinal (Boris Ryzhy)") | 2:21     |  |
| 8.             | «Коммерсанты» (Kommersanty "Empresarios")            | 3:49     |  |
| 9.             | «Клетка» (Kletka "Jaula")                            | 4:43     |  |

## Créditos
BandaCréditos extraídos de Bandcamp.
- Egor Shkutko – voces
- Roman Komogortsev – guitarra eléctrica, sintetizadores, programación de caja de ritmos, grabación, producción, mezcla, masterización
- Pavel Kozlov – bajo eléctrico, sintetizadores

Personal adicional
- Vlad Vykidukhin – portada